# Commission départementale des sites, perspectives et paysages
En France, la Commission départementale de la nature, des paysages et des sites (CDNPS) est un organisme siégeant dans chaque département français et qui concourt à la protection de la nature, à la préservation des paysages, des sites et du cadre de vie et contribue à une gestion équilibrée des ressources naturelles et de l’espace dans un souci de développement durable. (art. R 341-16 Code environnement). Elle est instituée par la loi du 2 mai 1930 réorganisant la protection des monuments naturels et des sites de caractère artistique, historique, scientifique, légendaire et pittoresque.

## Composition
Présidées par le Préfet, ces commissions départementales sont composées de membres issus de quatre collèges :
1. représentants de l’État (DREAL, Direction régionale des Affaires culturelles, Direction départementale de l'Équipement, Direction départementale de l'Agriculture et de la Forêt, Délégué régional au tourisme, Service départemental de l'architecture et du patrimoine) ;
2. représentants des collectivités territoriales et des EPCI ;
3. personnalités qualifiées en matière de sciences de la nature, de protection des sites ou du cadre de vie, de représentants d'associations agréées de protection de l'environnement et, le cas échéant, de représentants des organisations agricoles ou sylvicoles ;*
4. personnes compétentes dans les domaines d'intervention de chaque formation spécialisée.

Les commissions sont réparties en six formations spécialisées :
- de la nature ;
- des sites et paysages ;
- de la publicité ;
- des Unités Touristiques Nouvelles (UTN) ;
- des carrières ;
- de la faune sauvage captive.

## Historique
Les commissions départementales de la nature, des paysages et des sites sont régies par le code de l'environnement - Article R341-16.
Les Commissions départementales des sites, perspectives et paysages dans leur forme précédente ont été créées par le décret du no 98-865 du 23 septembre 1998, en remplacement de l’ancienne Commission des sites. Ce en application de la loi no 93-24 du 8 janvier 1993 sur la protection et la mise en valeur des sites. Elles s'inscrivent dans le cadre d'une histoire beaucoup plus ancienne de protection des sites et paysages :
- création de la Société pour la protection des paysages et de l'esthétique de la France à l'initiative de poètes ;
- création par le Touring club de France d'une commission des sites et paysages en 1904[5] ;
- la loi du 21 avril 1906 qui institue les commissions départementales des sites.

Les commissions départementales qui proposent les sites à protéger ont joué un rôle important lors du « développement du tourisme et de l'attractivité croissante des espaces naturels au cours de la seconde partie du XXe siècle [qui] ont conduit à la dégradation paysagère et écologique de nombreux espaces naturels. La démocratisation et la massification des loisirs observées durant	
les	Trente Glorieuses se sont accompagnées d'opérations d'accueil souvent destructrices des milieux. Certaines ont même été développées au mépris des	classements antérieurs : les	 exemples sont nombreux de commissions départementales des sites	ayant accepté l'urbanisation d'espaces	naturels classés en	contrepartie d'une « intégration paysagère » des installations ou de l'adoption de	 mesures	— souvent vaines — d'accompagnement de l'urbanisation ».	